# Campeonato de Gales de Rugby 2012-13
El Campeonato de Rugby de Gales (Principality Premiership) de 2012-13 fue la vigésimo tercera edición del principal torneo de rugby de Gales.

## Sistema de disputa
El torneo se disputó en formato de todos contra todos en la que cada equipo enfrentó en condición de local y visitante a cada uno de sus rivales, los primeros tres equipos de la fase regular clasifican a la postemporada.

## Clasificación
| Pos. | Equipo               | Encuentros | Encuentros | Encuentros | Encuentros | Tantos | Tantos | Tantos | Puntos Bonus | Puntos |
| Pos. | Equipo               | PJ         | PG         | PE         | PP         | F      | C      | Dif    | Puntos Bonus | Puntos |
| ---- | -------------------- | ---------- | ---------- | ---------- | ---------- | ------ | ------ | ------ | ------------ | ------ |
| 1    | Pontypridd RFC       | 22         | 21         | 0          | 1          | 715    | 342    | +373   | 12           | 96     |
| 2    | Llandovery RFC       | 22         | 13         | 3          | 6          | 586    | 393    | +193   | 15           | 73     |
| 3    | Llanelli RFC         | 22         | 14         | 0          | 8          | 588    | 407    | +181   | 11           | 67     |
| 4    | Bedwas RFC           | 22         | 13         | 1          | 8          | 594    | 505    | +89    | 13           | 67     |
| 5    | Cross Keys RFC       | 22         | 13         | 0          | 9          | 553    | 403    | +150   | 14           | 66     |
| 6    | Carmarthen Quins RFC | 22         | 11         | 0          | 11         | 476    | 489    | -13    | 12           | 56     |
| 7    | Newport RFC          | 22         | 8          | 2          | 12         | 466    | 588    | -122   | 9            | 45     |
| 8    | Cardiff RFC          | 22         | 8          | 2          | 12         | 477    | 505    | -28    | 8            | 44     |
| 9    | Aberavon RFC         | 22         | 8          | 1          | 13         | 404    | 535    | -131   | 8            | 42     |
| 10   | Neath RFC            | 22         | 8          | 1          | 13         | 347    | 558    | -211   | 6            | 40     |
| 11   | Bridgend RFC         | 22         | 7          | 0          | 15         | 404    | 573    | -169   | 7            | 35     |
| 12   | Swansea RFC          | 22         | 3          | 0          | 19         | 337    | 649    | -312   | 7            | 19     |

|  | Clasificado a la final.   |
|  | Clasificados a semifinal. |

### Semifinal
| 11 de mayo de 2013 | Llandovery RFC | 20 - 29 | Llanelli RFC |  |  |

### Final
| 18 de mayo de 2013 | Pontypridd RFC | 47 - 15 | Llanelli RFC |  |  |

| Bandera de Gales   |
| Campeón Pontypridd |
| Tercer título      |